# Уиндем, Чарльз, 2-й граф Эгремонт
Чарльз Уиндем (англ. Charles Wyndham; 19 августа 1710 — 21 августа 1763) — 4-й баронет Уиндем из Орчард Уиндема с 1740 года, 2-й граф Эгремонт и 2-й барон Коркермут с 1750 года, британский аристократ и политик. До получения графского титула регулярно избирался в парламент; он был членом парламента от Бриджуотера в 1735—1741 годах, от Эпплби в 1742—1747 годах и от Тонтона в 1747—1750 годах.
В 1750 году Чарльз по заключённому с родственниками матери соглашению унаследовал титулы графа Эгремонта и барона Коркемута, а также половину владений рода Перси, что сделало его одним из самых богатых пэров Англии. Доставшиеся ему поместья в основном располагались в Сассексе (с центром в Петуорт-хаусе), а также в землях Перси в Кокермуте в Камберленде. В 1751—1759 годах он был лордом-лейтенантом Камберленда. А в 1761 году он вошёл в состав правительства графа Бьют, получив должность государственного секретаря Южного департамента. В этом качестве он принимал участие в мирных переговорах об окончании Семилетней войны при заключении Парижского договора. После отставки в 1763 году графа Бьюта новым премьер-министром стал шурин Чарльза — Джордж Гренвилл. Чарльз сохранил свою должность, став одной из ключевых фигур в правительстве, но вскоре умер от апоплексического удара.

## Происхождение
Чарльз происходил из английского рода Уиндемов, предки которого жили в графстве Норфолк. Его название происходит от города Уиндем (Норфолк) в Норфолке. Во время правления короля Генриха VIII старшая ветвь рода переселилась в Сомерсет, когда Джон Уиндем (умер в 1573) женился на наследнице поместья, переименованного после этого в Орчард Уиндем. Его потомки периодически избирались в парламент, а также получили титул баронета Уиндем из Орчард Уиндема. Один из них, Уильям Уиндем, 3-й баронет Уиндем, был лидером парламентской партии тори, заседавшем в парламенте с 1710 года. Он был сторонником реставрации Стюартов и другом Генри Болингброка, а в 1715 году за поддержку Претендента. В 1708 году он женился Кэтрин Сеймур (умерла в 1731), дочери Чарльза Сеймура, 6-го герцога Сомерсета. В этом браке родилось двое сыновей: Чарльз и Перси, позже принявший фамилию О’Брайан и получивший титул графа Томонда. Также в этом браке родилась дочь Элизабет, вышедшая замуж за премьер-министра Джорджа Гренвилла.
Важным для будущего Чарльза был тот факт, что его мать была дочерью Элизабет Перси — наследницы обширных владений рода Перси.

## Ранняя карьера
Чарльз родился 19 августа 1710 года и был крещён 30 августа в лондонской церкви Сент-Мартин-ин-зе-Филдс. Образование он получил в Вестминстерской школе, в которую поступил в 1719 году. 4 мая 1725 года Чарльз поступил в Крайст-черч в Оксфордском университете.
В 1728—1730 годах Чарльз путешествовал по Европе, посетив Германию, Францию и Италию. Вернувшись, он в 1734 году безуспешно пытался избраться в парламент в Лонстоне. Удалось ему попасть туда только в следующем году на дополнительных выборах в Бриджуотере.
В Палате общин Чарльз первоначально был среди противников Роберта Уолпола. Связано это было с семейной традицией, поскольку его отец был лидером тори. Однако смерть старшего Уиндема 17 июня 1740 года избавила Чарльза от необходимости противостоять премьер-министру. В 1740-е годы он примыкал к своему дальнему родственнику Джону Картерету, поддерживая правительство. 
В 1741 году Чарльз не смог переизбраться в парламент от Бриджуотера, но в следующем году вновь попал в Палату общин, выиграв выборы в Эпплби в Уэстморленде. Этот округ он представлял до 1747 года. После этого Чарльз до 1750 года представлял один из «семейных» округов — Тонтон, что было вызвано его решением стать сторонником правительства.

## Граф Эгремонт
В 1744 году умер от оспы Джордж Сеймур, виконт Бошан — единственный сын Элджернона Сеймура, графа Хартфорда, наследника Чарльза Сеймура, герцога Сомерсета, известного под прозвищем «Гордый герцог». В результате наследницей его владений становились дочь Элджернона, Элизабет, и её муж Хью Смитсон. Однако подобное совершенно не устраивало герцога, поэтому он решил поменять наследника. Для этого он обратился к королю Георгу II с просьбой создать для него титул графа Нортумберленда с особым последующим имущественным правом, по которому он должен был после смерти герцога перейти к его внуку Чарльзу Уиндему, лишив, таким образом, наследства внучку. Однако Хью Смитсон добился аудиенции у Георга II и от имени тестя, графа Хартфорда, выразил протест. В итоге после смерти «Гордого герцога» в 1748 году ему удалось убедить монарха создать для нового герцога Сомерсета титул графа Нортумберленда с правом наследования дочерью и зятем. А для того, чтобы Уиндем согласились с таким решением, Элджернону был присвоен ещё и титул графа Эгремонта с правом наследования Чарльзом.
7 февраля 1750 года умер герцог Сомерсет, после чего по заключённому ранее соглашению владения и титулы были разделены между несколькими семьями. Титулы графа Нортумберленда и барона Уоркворт с половиной владений Перси, включая замок Алник и лондонские резиденции Сайон-хаус и Нортумберленд-хаус получил Хью Смитсон, которому специальным парламентским актом была присвоена фамилия Перси; его жена Элизабет дополнительно унаследовала титул баронессы Перси в собственном праве. Вторая половина владений Перси, в основном располагавшихся в Сассексе (с центром в Петуорт-хаусе) и землях Перси в Кокермуте в Камберленде, получил вместе с титулами графа Эгремонта и барона Кокермута Чарльз Уиндем. Титул же герцога Сомерсета унаследовал его дальний родственник.
В результате полученного наследства Чарльз стал одним из самых богатых пэров в Англии. Считается, что к концу жизни его ежегодный доход составлял 18 тысяч фунтов. Кроме того, он обладал также личным состоянием в 170 тысяч фунтов. В 1751 году Чарльз получил должность лорда-лейтенанта Камберленда. Главной его резиденцией стал Петуорт-хаус.
В 1751 году Чарльз женился на известной светской красавице Алисии Марии Карпентер, дочери Джорджа Карпентера, 2-го барона Карпентера из Киллаги. В этом браке родилось 4 сына и 3 дочери.

## Политическая карьера
Став графом, Чарльз перебрался из палаты общин в палату лордов. Изначально это не привело к расширению его политической роли. В новом качестве он только изредка выступал в палате лордов. Но важным для карьеры Чарльз оказался брак его сестры Элизабет с Джорджем Гренвиллом. Благодаря этому он установил связи с лордом Темплом, а через него — с Уильямом Питтом Старшим. В итоге его политический вес постепенно возрастал. С середины 1750-х годов Чарльз был вовлечён в сложную министерскую политику. К этому моменту завершилась политическая реабилитация его семьи, и сын якобита оказался в самом центре ганноверского истеблишмента. 
Первоначально в 1750-е годы Чарльзу не получалось реализовать свои возрастающие амбиции. Он безуспешно пытался попасть в состав кабинета министров сначала герцога Ньюкасла, затем — Генри Фокса. Но в 1757 году его рассматривали в качестве вероятного государственного секретаря в кабинет министров, который безуспешно пытался сформировать граф Уолдгрейв. В 1761 году Чарльза назначили старшим британским полномочным представителем на конгрессе, который должен был состояться в Аугсбурге для переговоров о завершении Семилетней войны. Хотя конгресс так и не состоялся, сам Чарльз в июле того же года вошёл в состав Тайного совета. В том же году его жена стала фрейлиной. А 9 октября граф Бьют, несмотря на отсутствие у Чарльза дипломатического и министерского опыта, назначил его государственным секретарём Южного департамента. Эту должность он занимал до самой смерти.
Хорас Уолпол, который ранее обычно резко критиковал графа Эгремонта, после вступления того в должность назвал его «чрезвычайно хорошо воспитанным». Основной задачей Чарльза на этом посту первоначально была дипломатическая работа, которая предшествовала разрыву с Испанией и официальному вступлению её в войну в январе 1762 года на стороне своего союзника Франции. В последовавшей за этим военной кампании британцы добились ряда успехов, захватив испанские Гавану и Манилу. Вскоре после этого начались мирные переговоры. В качестве государственного секретаря Южного департамента граф Эгремонт официально отвечал за британскую дипломатию. Чарльз с самого начала входил в группу, руководившую мирными переговорами. Внутри этой группы существовали серьёзные разногласия относительно того, на каких условиях нужно заключать мир. Лорд Бьют и недавно вступивший на трон Георг III желали любыми способами положить конец дорогостоящей, хотя и довольно успешной для Великобритании Семилетней войны и были готовы пойти на серьёзные уступки, чтобы заключить мир. Этой же точки зрения придерживался герцог Бедфорд, отправленный во Францию для переговоров непосредственно с ведущим французским министром — герцогом де Шуазёлем. Однако Джордж Гренвилл и его шурин граф Эгремонт возражали против покупки мира путём ненужных уступок. В частности, они были против возвращения Гаваны без получения Великобританией за неё компенсации. Эта позиция привела к тому, что в окончательном мирном урегулировании Испания уступила Великобритании Флориду. Переговоры завершились 10 февраля 1763 года подписанием Парижского договора. 
Когда в апреле 1763 года граф Бьют покинул пост премьер-министра, граф Эгремонт сохранил свою должность в правительстве, сформированном Джорджем Гренвиллом. Его будущие перспективы рисовались довольно радужные. В политических манёврах, которые были характерны для первых месяцев работы его шурина на посту премьер-министра, Чарльз играл одну из ведущих ролей. Гренвилл, граф Галифакс и граф Эгремонт, которых называли «триумвират», доминировали в кабинете министров, сформированном в конце весны и летом 1763 года.
В качестве государственного секретаря граф Эгремонт участвовал в аресте, допросе и судебном преследовании члена парламента Джона Уилкса за публикацию в №45 газеты «The North Briton», играя активную роль в организации преследования. Хотя это дело вызвало у Уильяма некоторые трудности. Один из спорных вопросов касался того, можно ли арестовывать члена парламента. Последним подобным прецедентом был арест отца самого графа Эгремонта во время якобитского восстания 1715 года, на что не преминули указать газеты того времени.
В разгар неурядиц 23 августа 1763 года Чарльз неожиданно умер в своём лондонском доме Эгремонт-хаус на Пикадилли. Причиной смерти стал апоплексический удар, вызванный перееданием и недостатком физических упражнений. У него и до этого случались лёгкие приступы — в июле 1761 и марте 1762 года, однако в обоих случаях он выздоровел. Хотя врач настоятельно рекомендовал графу Эгремонту «умерить поблажки своему вкусу», тот совет проигнорировал. Уолпол сообщаёт, что якобы за несколько дней до смерти Чарльз заметил, что ему осталось «всего три ужина из черепах», и если он переживёт их, то будет бессмертным.
Владения и титулы Чарльза унаследовал его старший сын Джордж.

## Брак и дети
Жена: с 12 марта 1751 года Алисия Мария Карпентер (умерла 1 июня 1794), дочь Джорджа Карпентера, 2-го барона Карпентера из Киллаги, и Элизабет Петти. В этом браке родилось 4 сына и 3 дочери:
- Джордж О’Брайен Уиндем[англ.] (18 декабря 1751 — 11 ноября 1837), 3-й граф Эгремонт, 3-й барон Коркемут и 5-й баронет Уиндем с 1763 года, меценат[9][13].
- Элизабет Алисия Мария Уиндем[англ.] (29 ноября 1752 — 10 февраля 1826); муж: с 15 июля 1771 года Генри Герберт (20 августа 1741 — 3 июня 1811), 1-й барон Порчестер с 1780 года, 1-й граф Карванон с 1793 года[13].
- Фрэнсис Уиндем[англ.] (9 июля 1755 — 15 января 1795); муж: Чарльз Маршам (28 сентября 1744 — 1 марта 1811), 3-й барон Ромни и 5-й баронет Маршам с 1793 года, 1-й граф Ромни и 1-й виконт Маршам с 1801 года[13].
- Шарлотта Екатерина Уиндем (5 сентября 1756 — апрель 1757)[14][15].
- Перси Чарльз Уиндем[англ.] (3 сентября 1757 — 5 августа 1833)[13].
- Чарльз Уильям Уиндем[англ.] (8 октября 1760 — 8 июля 1828)[13].
- Уильям Фредерик Уиндем[англ.] (6 апреля 1763 — 11 февраля 1828)[13].